# Lepthyphantes nitidior
Lepthyphantes nitidior är en spindelart som beskrevs av Simon 1929. Lepthyphantes nitidior ingår i släktet Lepthyphantes och familjen täckvävarspindlar.
Artens utbredningsområde är Frankrike. Inga underarter finns listade i Catalogue of Life.